# 과일군
과일군은 조선민주주의인민공화국 황해남도에 있는 군이다. 서쪽으로 황해가 있다. 본래는 풍천군(豊川郡)으로 불리던 지역이다.

## 역사
고구려의 구을현(仇乙縣)이며, 굴천(屈遷)이라고도 불렀다.
고려에서 풍주(豐州)로 고치어, 995년(고려 성종)에 도호부(都護府)로 승격하였다가, 1018년(고려 현종(顯宗) 9년)에 방어사(防禦使)로 고쳤다. 
1397년(조선 태조 6년) 진(鎭)을 두어 병마사(兵馬使)로 지주사(知州事)를 겸하게 하였으며, 1413년(조선 태종(太宗) 13년)에 풍천군(豐川郡)으로 고쳤다.
1414년 은율현(殷栗縣)을 합쳐서 풍률군(豐栗郡)이라 하였는데, 1415년에 다시 은율 현감(殷栗縣監)을 설치하고, 도로 풍천으로 하였다가, 1423년(세종 5년) 에 병마사를 고쳐 첨절제사(僉節制使)로 하였다.
1895년 해주부 풍천군, 1896년 황해도 풍천군이 되었다. 1909년 3월에 송화군에 합병되었다.
해방 무렵에는 황해도 송화군 율리면·운유면·풍해면·진풍면·천동면·상리면·하리면에 해당한다. 1952년의 북한의 지방 행정 구역 재편 후에도 송화군에 속했다. 1963년 3월에 송화과수농장지구가 놓여졌고 1967년 10월에 지구 일대가 과일군(1읍 22리)으로 분리되면서 풍해리를 과일읍으로 개편했다.
1996년에 초도리를 남포시 항구구역에 이관하였다.

## 지명
'과일군'이라는 명칭답게 과일을 집중적으로 생산하여 조선민주주의인민공화국 과일 생산량의 25% 이상을 생산한다. 과일군의 명칭인 과일은 한국어 고유어로서 조선민주주의인민공화국에서도 몇 안 되는 한국어의 고유어 명칭을 가진 군이다. 대규모 과수단지에서 많은 과일이 생산된다며 김일성이 과일군으로 개칭하였다.

## 지리
황해남도의 서북부에 위치하고 황해와 접하고 있다. 군(郡)의 북쪽 대동강 하구에 있는 석도 등 섬을 포함하고 있다.

## 경제
과일군의 경제는 과일 생산에 기반을 두고 있다. 

## 행정 구역
과일군은 1읍(과일읍)과 24리(신평리(薪坪里), 수풍리(水豊里), 신대리(新大里), 염전리(鹽田里), 포구리(浦口里), 덕안리(德安里), 월사리(月沙里), 오정리(五井里), 장암리(長岩里), 송곡리(松谷里), 룡학리(龍鶴里), 사기리(砂器里), 운산리(雲山里), 률리(栗里), 산수리(山水里), 석도리(席島里), 북창리(北昌里), 세교리(細橋里), 연광리(鉛鑛里), 청룡리(靑龍里), 천남리(川南里), 논벌리, 덕정리(德井里), 풍해리(豊海里))로 구성되어 있다.

## 교육 기관
황해남도인민위원회에서 운영하는 공립과일대학이 소재되어 있다.

## 같이 보기
- 조선민주주의인민공화국의 지리
- 조선민주주의인민공화국의 행정 구역